# Anaptilora basiphaea
Anaptilora basiphaea är en fjärilsart som beskrevs av Turner 1919. Anaptilora basiphaea ingår i släktet Anaptilora och familjen stävmalar. Inga underarter finns listade i Catalogue of Life.